# 宋應昌
宋應昌（1536年10月—1606年2月），字思文，一字時祥，號桐岡，浙江杭州府仁和縣人，明朝軍事人物，曾參與萬曆朝鮮之役。

## 生平
其先為浙江越州人，後遷至杭州。嘉靖四十三年（1564年）甲子科浙江鄉試第十三名舉人，四十四年（1565年）中式乙丑科會試第三百九十九名，二甲第二十名進士。禮部觀政，隆慶元年（1567年）六月授絳州知州，四年五月升刑部員外郎，十二月考選戶科給事中，五年五月升刑科右給事中，六年五月升禮科左給事中，丁憂歸。
万历三年（1575年）二月復除礼科左给事中，四月巡视京营，七月升济南府知府，八年二月升山西按察司副使，十一年二月升河南右参政，十二年七月升山东按察使，十四年正月升江西右布政使，十七年正月升福建左布政使，二月升右副都御史、巡撫山東，籌建營衛巡司，有政聲。二十年（1592年）四月升大理寺卿，六月升工部右侍郎，八月改兵部右侍郎，往保定、蓟镇、辽东等处经略备倭事宜。
萬曆二十年（1592年），豐臣秀吉集結二十萬大軍入侵朝鮮半島，朝鮮兵望風奔潰，“浹旬之間，三都失守，八方瓦解”，日軍長驅直入，攻陷首都漢陽（今首爾）。國王李昖倉皇逃難，向明朝求援。宋应昌亦以為：“朝鲜固，则东保辽东，京师巩于泰山矣。”是年八月十九日，應昌以兵部右侍郎經略備倭軍務，九月离京，與遼東總兵李成梁之子李如松率軍共赴朝鮮。戰爭初期宋應昌駐紮遼東籌糧，十二月二十六日，宋应昌的赞画袁黄與李如松率師東渡鴨綠江。万历二十一年正月八日，李如松先後收復平壤、開城。宋應昌的南軍繼承了戚家軍優良傳統，軍紀良好，所至秋毫無犯。李如松的北军殺良冒功，引發南北军矛盾。萬曆二十一年正月二十四日，宋应昌抵達朝鲜。二十七日，明軍在碧蹄馆輕敵战败，李如松大兵退守开城。此時明军乏粮，死伤又多，士氣十分消沉。隨著明軍失利，戰爭進入和談階段。是年三月初，小西行长移书沈惟敬，再次“恳求封贡东归”，宋应昌起用沈惟敬，命其前往日营交涉，催促日军撤退，并送还王子。兵部尚书石星極力用封贡促使日军撤退，得到内阁辅臣赵志皋的支持。朝鲜君臣明確向明朝政府提出拒绝和谈的要求。宋应昌鑑於军队疲困又无战功，也樂於推掉责任。万历二十一年（1593年）四月，中日双方就和谈达成协议后，日军开始南撤。
宋應昌建议留兵防守，反對兵部尚書石星全面撤兵，遂于万历二十二年（1594年）三月引疾歸。同年十二月，正式卸任，由蓟辽总督顾养谦代理御倭事务。二十七年（1599年）二月科道拾遺，冠帶閑住。晚年隱居西湖孤山。三十四年（1606年）卒，年七十一。著有《道器圖説》、《心徑茅鋤》、《窺測陳筌》、《經略復國要編》等。

## 家族
曾祖宋元；祖父宋富；父宋儒，號虎山，累贈知府。母何氏，累贈恭人。兄宋應期，弟宋應亨、宋應曆。